# Pleusymtes mucida
Pleusymtes mucida is een vlokreeftensoort uit de familie van de Pleustidae. De wetenschappelijke naam van de soort is voor het eerst geldig gepubliceerd in 1985 door Ishimaru.